# Sengo Muramasa
Sengo Muramasa (千子村正?; fl. XVI secolo) è stato un fabbro giapponese, fondatore della scuola Muramasa, vissuto nel periodo Muromachi (XVI secolo).

## Fabbro leggendario

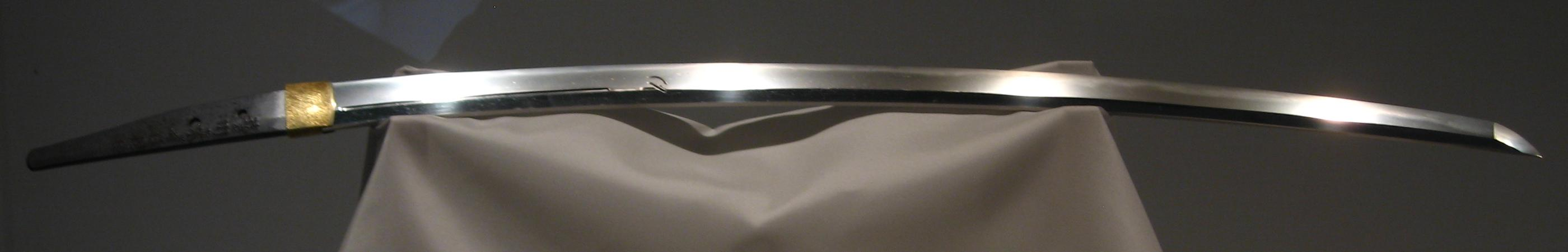
Una katana prodotta da Muramasa

La scuola di fabbri situata nella provincia di Ise era famosa per lo straordinario filo delle sue lame. I più recenti lavori conosciuti della scuola risalgono al 1501. La scuola Muramasa ha continuato la sua attività fino al tardo Cinquecento. Si pensa che Sengo Muramasa sia stato uno studente di Heianjo Nagayoshi, un fabbro in vista a Kyoto per la produzione di lance.
Le spade di Muramasa persero la loro fama presso il governo giapponese quando Tokugawa Ieyasu divenne Shōgun, inaugurando lo Shogunato Tokugawa, nel 1603. Si dice che Ieyasu avesse perso molti amici e affini a causa delle spade di Muramasa e lui stesso era stato ferito gravemente da una di queste, così proibì ai suoi samurai di portare con sé le spade fatte da Muramasa. Ciò ha contribuito ancora di più alla creazione di leggende su Muramasa e ha portato alla produzione di opere teatrali giapponesi che trattavano di tali lame. A causa di questa cattiva fama attribuitele, le spade presentano la loro firma cambiata o rimossa del tutto. Tuttavia furono ancora create molte forge delle spade di Muramasa poiché i nemici dello Shogunato Tokugawa desideravano avere queste spade.
Le spade di Muramasa sono spesso confuse con quelle di Masamune, un altro fabbro giapponese: c'è una leggenda in cui una spada di Masamune e una di Muramasa furono immerse in un fiume sparso di fiori di loto. I fiori girarono intorno alla spada di Masamune evitandone il filo, mentre la spada di Muramasa li tagliò. Tale leggenda voleva significare che le spade di Muramasa fossero sì ottime armi, ma tuttavia inferiori a quelle di Masamune, inarrivabile maestro, il cui vertice dell'arte non si limitava a togliere la vita, ma anche a risparmiarla.
Si dice anche che, una volta estratta, una spada di Muramasa debba bagnarsi di sangue prima di essere riposta, anche giungendo al punto di costringere il proprio padrone a ferirsi o a suicidarsi. Perciò, si pensa a queste spade come lame demoniache che generano un'insaziabile sete di sangue che attanaglia coloro che le brandiscono. Tale leggenda è alla base del film anime di Osamu Tezuka del 1987 intitolato appunto Muramasa.

## Le spade di Muramasa nella cultura di massa
- Nel videogioco picchiaduro a scorrimento Final Fight è possibile raccogliere una Muramasa.
- Nel videogioco Final Fantasy XII, Muramasa è la seconda Katana con più attacco del gioco, superata dalla Masamune.
- Nel videogioco MMORPG Ragnarok Online, la Muramasa è una Two Handed-Sword equipaggiabile dalla classe Swordman.
- Nel videogioco Tenchu Wrath of Heaven viene brandita da Rikimaru.
- Nella serie videoludica Ninja Gaiden, Muramasa è il nome di un personaggio nonché gestore del negozio di potenziamento armi del gioco.
- Nel videogioco MOBA League of Legends esiste una spada acquistabile chiamata Muramana, il cui nome è ottenuto cambiando il suffisso -masa con -mana.
- Nel videogioco Castlevania: Symphony of the Night Muramasa è una spada a due mani che, se potenziata uccidendo nemici che sanguinano, diventa la spada con più alta forza d'attacco del gioco.
- Nel videogioco per smartphone Fate/Grand Order Muramasa apparve per la prima volta come npc in gioco, un servant di classe Saber ed Alter Ego.
- Nel 1987 venne prodotto il film d'animazione giapponese Muramasa ispirato alle leggende sulle le famose katane.
- Muramasa è un personaggio del manga e anime Bleach.
- Muramasa: La spada demoniaca è un videogioco sviluppato dalla Vanillaware e pubblicato nel 2009.
- Muramasa è anche un personaggio della Marvel Comics.
- Nel videogioco "DUNGREED" è presente una spada a due mani chiamata, appunto, "Muramasa".
- Nel videogioco Terraria c'è una Muramasa ottenibile nel Dungeon dopo aver sconfitto il guardiano Skeletron.